# Ruby
Ruby 是一种面向对象、指令式、函数式、动态的通用编程语言。在20世纪90年代中期由日本電腦科學家松本行弘（Matz）设计并开发。
遵守BSD许可证和Ruby License。它的灵感与特性来自于Perl、Smalltalk、Eiffel、Ada以及Lisp语言。由Ruby语言本身还发展出了JRuby（Java平台）、IronRuby（.NET平台）等其他平台的Ruby语言替代品。

## 歷史

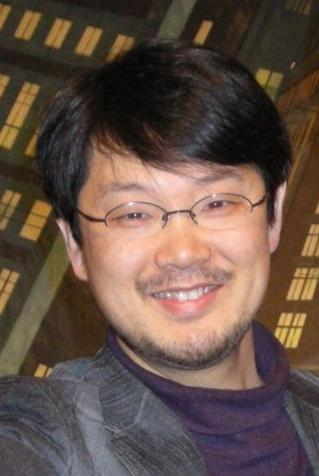
Ruby的作者松本行弘

Ruby的作者松本行弘於1993年2月24日開始編寫Ruby，直至1995年12月才正式公開發佈於fj（新聞群組）。之所以稱為Ruby是取法自Perl，因為Perl的發音與6月的誕生石pearl（珍珠）相同，Ruby選擇以7月的誕生石ruby（紅寶石）命名。Ruby相較之下比其他類似的程式語言（如Perl或Python）年輕，又因為Ruby是日本人發明的，所以早期的非日文資料和程式都比較貧乏，在網上仍然可以找到早期對Ruby的資料太少之類的批評。
約於2000年，Ruby開始進入美國，英文的資料開始發展。
2004年，Rails框架誕生，Ruby更加廣為人知，Ruby並於2006年為TIOBE獲選為年度程式語言。此時為Ruby的全盛時期。
這一時期許多 GitHub 上有創意的專案以 Ruby 撰寫，並且有 GitHub 與 Twitter 等重要網頁選用 Ruby 編寫。
2010年以後，Javascript 和 Python 這兩個和 Ruby 定位類似的語言在 Google 等公司與一些社群的支持下越來越受到歡迎。
其中，V8引擎使得 Javascript 在同類型語言中有著突出的效能；
NumPy 讓 Python 可以更加優雅的進行科學運算。
2009年，以V8引擎製作的伺服端平台 Node.js 發表。
2015年 機器學習知名專案 TensorFlow 發表，並選用 Python 作為官方 API 使用的語言。
Ruby 在多年被蠶食後走向衰微。
Ruby 現在仍為TIOBE程式語言流行排行前20名，但已經遠遠沒有全盛時期受歡迎。
在 Ruby 逐漸失寵以後，開發團隊開始有意的提升 Ruby 的效能。在 Ruby 2.X 版本後期提出「Ruby 3x3」計畫，目標是希望 Ruby 3.0 版本能比 2.0 版本有 3 倍效能提升。
從 Ruby 3.0 開始，團隊開始嘗試在 Ruby 中加入 JIT 的功能。在 3.1 版本之後，Ruby 的團隊與 Shopify 團隊合作，嘗試性地加入新的 JIT 編譯器 —— YJIT。
並且 YJIT 在 Ruby 3.2 正式被引入。

## Ruby的理念
减少编程时候的不必要的琐碎时间，令编写程序的人高兴，是设计Ruby语言的Matz的一个首要的考虑；其次是良好的界面设计。他强调系统设计必须强调人性化，而不是一味从机器的角度设想。
|  | 人们特别是电脑工程师们，常常从机器着想。他们认为：“这样做，机器就能运行的更快；这样做，机器运行效率更高；这样做，机器就会怎样怎样怎样。”实际上，我们需要从人的角度考虑问题，人们怎样编写程序或者怎样使用机器上应用程序。我们是主人，他们是仆人。 |

遵循着最小惊讶原则，Ruby语言通常非常直观，按照编程人认为它应该的方式运行。
Ruby的作者認為Ruby > (Smalltalk + Perl) / 2，表示Ruby是一個语法像Smalltalk一样完全面向对象、脚本執行、又有Perl強大的文字處理功能的程式語言。

## Ruby的版本体系
Ruby版本号的构成形式是（MAJOR）.（MINOR）.（TEENY），均为只有1位的整数；如“1.8.6”、“1.9.3”。
1.9版系统的TEENY不小于1时为稳定版，TEENY为0的版本是开发版。在1.9之前的版本中偶数MINOR代表稳定版，奇数MINOR代表开发版。

## Ruby的Hello World程序
下面是一个在标准输出设备上输出Hello World的简单程序：
```
#!/usr/bin/env ruby

puts
 
"Hello, world!"

```

或者是在irb互動式命令列的模式下：
```
>>
puts
 
"Hello, world!"

Hello
,
 
world!

=>
 
nil

```

## Ruby的特点

### 變數與函數的命名規則
乍看之下與Perl的命名規則有些類似，不過Perl的命名用來區分純量、陣列與映射；而Ruby的命名規則用來表示變數與類別的關係。Ruby的變數有以下幾種：
- 一般小寫字母、底線開頭：變數（Variable）。
- $開頭：全域變數（Global variable）。
- @開頭：實例變數（Instance variable）。
- @@開頭：類別變數（Class variable）類別变量被共享在整个继承链中
- 大寫字母開頭：常數（Constant）。

有些函數則會加一個後綴，用來表示函數的用法，跟變數命名規則不同，函數的命名規則只是習慣，不具強制性，即使你不照規則命名也不影響程式運作
- =結尾：赋值方法，相當於其他程式語言的set開頭的方法，算是一種語法糖。
- !結尾：破壞性方法，呼叫這個方法會修改本來的物件，這種方法通常有個非破壞性的版本，呼叫非破壞性的版本會回傳一個物件的副本。
- ?結尾：表示這個函數的回傳值是個布林值。

### 多種字串表示法
Ruby提供了多種字串的表示方法，方便撰寫有大量文字資料的程式。除了来自C语言的引号表示法之外，还有来自于Perl的百分号字面量记法，以及方便书写大量内容的Heredoc记法。Ruby可以方便地以#{variable_name}的方式向字符串中插入变量。
```
a
 
=
 
'
\n
这是一个单引号的字符串，反斜线和变量插值不会被转义'

b
 
=
 
%q{这是一个不可转义的字符串}

c
 
=
 
"
\n
这是一个双引号的字符串，反斜线和变量插值会被转义
\n
#{
a
}
"

d
 
=
 
%Q{
\n
這是一個常量字串，特殊内容同样会被转义
\n
}

e
 
=
 
<<
BLOCK

这是一个以Heredoc方式书写的常量字符串，可转义，结尾标志不可缩进

BLOCK

f
 
=
 
<<-
BLOCK

      这是一个可以缩进的Heredoc字符串

    BLOCK

g
 
=
 
<<~
BLOCK

      这是一个可以缩进的Heredoc字符串

      缩进会被自动去掉，在2.3版本中引入

    BLOCK

h
 
=
 
%/\t这是一个可转义的的字符串\n/

```

### 動態修改物件、類別
Ruby是动态语言，你可以在程序中修改先前定义过的類別。
也可以在某个类別的实例中定义该实例特有的方法，这叫做原型方法（prototype）。
```
class
 
MyClass

  
def
 
the_method

    
"general method"

  
end

end

mc
 
=
 
MyClass
.
new

def
 
mc
.
the_method

  
"special for this instance."

end

mc
.
the_method

```

### 強大的反射機制與元編程
Ruby的反射功能相當驚人，甚至可以自行追蹤程式運作，或是取出private變數、攔截方法的呼叫。
常常與『可以動態的修改物件』這項特色結合，做為『元編程』的功能：程式在運行時，
可以由程式設計師提供的資訊，自行生成、修改類別或物件，這項功能大大的提高了撰寫程式碼的效率。
在Rails之中，就大量使用了這種特性。
以下為用Rails使用元編程的範例：
```
class
 
Project
 
<
 
ActiveRecord
::
Base

  
belongs_to
 
:portfolio

  
has_one
    
:project_manager

  
has_many
   
:milestones

end

```

在這個例子中，Project類別繼承Base類別，Base類別內建的belongs_to、has_one、has_many方法，便會根據參數來修改Project類別的內容，並自行建立其他相關的方法。程式設計師可以更專心處理程式的運作，而不必為每個類別重複得撰寫程式碼。

### 豐富靈活的迴圈表示
```
# 使用 for，在 1 到 3 取出值 1、2、3 到 outer_i 裡操作。

for
 
outer_i
 
in
 
1
..
3
 
do

  
puts
 
"for: 
#{
outer_i
 
*
 
100
}
"

end

# 在 1 到 3 的集合裡針對每個值，放到 i 裡操作。

(
1
..
3
)
.
each
 
do
 
|
i
|

  
puts
 
"each: 
#{
i
 
*
 
100
}
"

end

# 只要符合 outer_i 小於等於 300，則進入迴圈。

outer_i
 
=
 
100

while
 
outer_i
 
<=
 
300

  
puts
 
"while: 
#{
outer_i
}
"

  
outer_i
 
+=
 
100

end

# 直到 outer_i 大於 300 前，都可以進入迴圈。

outer_i
 
=
 
100

until
 
outer_i
 
>
 
300

  
puts
 
"until: 
#{
outer_i
}
"

  
outer_i
 
+=
 
100

end

# 無限迴圈，用 break 來打斷迴圈。

outer_i
 
=
 
100

loop
 
do

  
break
 
if
 
outer_i
 
>
 
300

  
puts
 
"loop: 
#{
outer_i
}
"

  
outer_i
 
+=
 
100

end

# 作 3 次迴圈，i 從 0 開始遞增 1。

3
.
times
 
do
 
|
i
|

  
puts
 
"times: 
#{
(
i
 
+
 
1
)
 
*
 
100
}
"

end

# 從 1 遞增 1 到 3，值傳入 i 來操作。

1
.
upto
(
3
)
 
do
 
|
i
|

  
puts
 
"upto: 
#{
i
 
*
 
100
}
"

end

# 從 3 遞減 1 到 1，值傳入 i 來操作。

3
.
downto
(
1
)
 
do
 
|
i
|

  
puts
 
"downto: 
#{
400
 
-
 
i
 
*
 
100
}
"

end

# 從 100 開始以每步 +100 邁向 300。

100
.
step
(
300
,
 
100
)
 
do
 
|
i
|

  
puts
 
"step: 
#{
i
}
"

end

```

### 其他特色
- 完全物件導向：任何東西都是物件，沒有基礎型別
- 變數是動態类型。
- 任何東西都有值：不管是四則運算、邏輯表達式還是一個語句，都有回傳值。
- 运算符重载
- 垃圾回收
- 强类型[16]
- 在Windows上，載入DLL

## 比較與批評

### 讓人意外之處
- 在Ruby中，只有false和nil表示false，其它的所有值都表示true（包括0、0.0、""、[]）[17]。這點和C語言的『用0代表false』不同。
- Ruby的字串是可改變的，這與Java固定不變的字串不同。在Ruby中，常用Symbol对象来表示不可变的字符串。Ruby 2.3提供了默认冻结字符串的选项，在源码开头添加魔术注释# frozen_string_literal: true可以打开这个选项，当用户试图更改String对象时会抛出运行时异常。同时，松本行弘表示，在Ruby 3中，字符串将是默认不可变的。[18]
- Ruby的繼承功能相當脆弱，儘管Ruby是一個物件導向語言，Ruby內的許多規則，卻使得子類別有可能不小心就覆寫了父類別的功能，在《The Ruby Programming Language》一書中，建議除非程式設計師對一個類別相當了解，否則盡可能不要使用繼承。

### 和Perl 6比較
- CPAN上排名第一名，同時也是Perl 6的開發者的唐鳳（Autrijus / Audrey）說：「Ruby就是『沒有到處打廣告的Perl 6』」。[19][20]
- 松本行弘在接受歐萊禮（O'Reilly）訪問時，提到「Ruby借用了很多Perl的東西……，Python遠比Perl要少……」、「我認為Ruby這個名字作為Perl之後的一門語言的名字真是再恰當不過了。」[21]
- Perl之父拉里·沃爾（Larry Wall）說：「很多方面上我還是很喜歡Ruby的，這是因為那些部分是從Perl借過去的。：-）」、「我還喜歡Ruby的C<*>一元星號操作符，所以我把它加到Perl 6裡面。」[22]

## 程式範例
下面的代码可以在Ruby shell中运行，比如irb互動式命令列，或者保存为文件并运行命令ruby <filename>。
- 一些基本的Ruby代码：

```
# Everything, including a literal, is an object, so this works:

-
199
.
abs
                                                        
# 199

"ruby is cool"
.
length
                                           
# 12

"Rick Astley"
.
index
(
"c"
)
                                        
# 2

"Never gonna let you down"
.
sub
(
'let you down'
,
 
'give you up'
)
   
# "Never gonna give you up"

"Nice Day Isn't It?"
.
downcase
.
split
(
//
)
.
sort
.
uniq
.
join
          
# " '?acdeinsty"

```

- 一些转换：

```
puts
 
"What's your favorite number?"

number
 
=
 
gets
.
chomp

outputnumber
 
=
 
number
.
to_i
 
+
 
1

puts
 
outputnumber
.
to_s
 
+
 
' is a bigger and better favorite number.'

```

### 集合
- 构造和使用数组：

```
a
 
=
 
[
1
,
'hi'
,
 
3
.
14
,
 
1
,
 
2
,
 
[
4
,
 
5
]]

p
 
a
[
2
]
           
# 3.14

p
 
a
.
[]
(
2
)
# 3.14

p
 
a
.
reverse
      
# [[4, 5], 2, 1, 3.14, 'hi', 1]

p
 
a
.
flatten
.
uniq
 
# [1, 'hi', 3.14, 2, 4, 5]

```

- 构造和使用关联数组：

```
hash
 
=
 
{
 
:water
 
=>
 
'wet'
,
 
:fire
 
=>
 
'hot'
 
}

puts
 
hash
[
:fire
]
 
# Prints:  hot

hash
.
each_pair
 
do
 
|
key
,
 
value
|
 
# Or:  hash.each do |key, value|

puts
 
"
#{
key
}
 is 
#{
value
}
"

end

# Prints:  water is wet

#          fire is hot

hash
.
delete
 
:water
 
# Deletes :water => 'wet'

hash
.
delete_if
 
{
|
k
,
value
|
 
value
==
'hot'
}
 
# Deletes :fire => 'hot'

```

### 和迭代器
- 有两个语法用于创建區塊：

```
{
 
puts
 
"Hello, World!"
 
}
 
# Note the { braces }

#or

do
 
puts
 
"Hello, World!"
 
end

```

- 传参数的使用闭包Closure：

```
# In an object instance variable (denoted with '@'), remember a block.

def
 
remember
(
&
a_block
)

  
@block
 
=
 
a_block

end

# Invoke the above method, giving it a block which takes a name.

remember
 
{
|
name
|
 
puts
 
"Hello, 
#{
name
}
!"
}

# When the time is right (for the object) -- call the closure!

@block
.
call
(
"Jon"
)

# => "Hello, Jon!"

```

- 从方法中返回闭包：

```
def
 
create_set_and_get
(
initial_value
=
0
)
 
# Note the default value of 0

  
closure_value
 
=
 
initial_value

  
return
 
Proc
.
new
 
{
|
x
|
 
closure_value
 
=
 
x
},
 
Proc
.
new
 
{
 
puts
 
closure_value
 
}

end

setter
,
 
getter
 
=
 
create_set_and_get
  
# ie. returns two values

setter
.
call
(
21
)

getter
.
call
 
# => 21

```

- 迭代调用调用时提供的區塊：

```
def
 
use_hello

  
yield
 
"hello"

end

# Invoke the above method, passing it a block.

use_hello
 
{
|
string
|
 
puts
 
string
}
 
# => 'hello'

```

- 使用迭代数组：

```
array
 
=
 
[
1
,
 
'hi'
,
 
3
.
14
]

array
.
each
 
{
 
|
item
|
 
puts
 
item
 
}

# => 1

# => 'hi'

# => 3.14

array
.
each_index
 
{
 
|
index
|
 
puts
 
"
#{
index
}
: 
#{
array
[
index
]
}
"
 
}

# => 0: 1

# => 1: 'hi'

# => 2: 3.14

(
3
..
6
)
.
each
 
{
 
|
num
|
 
puts
 
num
 
}

# => 3

# => 4

# => 5

# => 6

```

像inject()方法可以接收一个参数和一个區塊。迭代的注入列表的每一个成员，执行函数时保存总和。这同函数编程语言中的foldl函数相类似，比如：
```
[
1
,
3
,
5
].
inject
(
10
)
 
{
|
sum
,
 
element
|
 
sum
 
+
 
element
}
 
# => 19

```

首先區塊接收到了10（inject的参数）当作变量sum，并且1（数组的第一个元素）当作变量element；这会返回11。11又被当作下一步的sum变量，它加上3得到了14。14又被加上了5，最终返回结果19。
- 运行在内置的方法中：

```
File
.
open
(
'file.txt'
,
 
'w'
)
 
do
 
|
file
|
 
# 'w' denotes "write mode".

  
file
.
puts
 
'Wrote some text.'

end
                                  
# File is automatically closed here

File
.
readlines
(
'file.txt'
)
.
each
 
do
 
|
line
|

puts
 
line

end

# => Wrote some text.

```

- 使用枚举器和块求1到10的平方：

```
(
1
..
10
)
.
collect
 
{
|
x
|
 
x
*
x
}
 
# => [1, 4, 9, 16, 25, 36, 49, 64, 81, 100]

```

### 
下面的代码定义一个命名为Person的類別。含有一个「initialize」方法，用于构选创建一个新对象，它还有两个方法，一个重载了<=>比较运算符（这样Array#sort可以使用age排序）另一个重载了to_s方法（这样Kernel#puts可以格式化输出），attr_reader是Ruby中元数据编程的例子：attr_accessor为实例变量定义了getter和setter方法，attr_reader只是一个getter方法。另外，方法中最后的声明是它的返回值，也允许显式的使用「return」语句。
```
class
 
Person

  
attr_reader
 
:name
,
 
:age

  
def
 
initialize
(
name
,
 
age
)

    
@name
,
 
@age
 
=
 
name
,
 
age

  
end

  
def
 
<=>
(
person
)
 
# Comparison operator for sorting

    
@age
 
<=>
 
person
.
age

  
end

  
def
 
to_s

    
"
#@name
 (
#@age
)"

  
end

end

group
 
=
 
[

  
Person
.
new
(
"Bob"
,
 
33
),

  
Person
.
new
(
"Chris"
,
 
16
),

  
Person
.
new
(
"Ash"
,
 
23
)

]

puts
 
group
.
sort
.
reverse

```

- 下面按age倒序输出了三个名字：

```
Bob(33)
Ash(23)
Chris(16)

```

## 各種版本
Matz's Ruby interpreter，最初也是最常見的Ruby版本，簡稱MRI，用C語言撰寫。
JRuby，類似Python的Jython，一個可於Java上執行Ruby的語言，支援Java的介面和類別。最新發布版爲9.1.6.0（2016-11-09），與Ruby 2.3兼容。它的官方網站為jruby.org。
mruby是一个轻量级的Ruby解释器，可以嵌入到其它应用程序中，或者作为库链接到应用中。

## 外部連結
- Ruby的官方网站（页面存档备份，存于）
- 《Programming Ruby》網路版
- Ruby Application Archive
- RubyForge提供一個類似SourceForge和Freshmeat的環境給用Ruby或給Ruby寫的工具，現已停止運營。
- Ruby Documentation project
- Full Ruby on Rails Tutorial
- TryRuby（页面存档备份，存于）（英文）
- Ruby Taiwan社群 （页面存档备份，存于）
- Ruby中国社区 （页面存档备份，存于）目前中国Ruby开发者公认的Ruby中文社区。
- 微服务架构在Ruby中[]（英文）